# 松田裕之 (経営学者)
松田 裕之（まつだ ひろゆき、1958年3月 - ）は、日本の経営学者、神戸学院大学経営学部教授。
専門は、電気通信産業の労務管理、労使関係史。おもに20世紀前半におけるAT&Tなどアメリカ合衆国における電気通信産業の労働や労務管理の実態について、実証的な研究を行なう。

## 経歴
大阪府豊中市生まれ。1980年、関西大学商学部卒業。1985年、関西大学大学院商学研究科博士課程単位取得退学。1992年、博士論文「ATT労務管理史論：「近代化」の事例分析」により同修了、博士（商学）。1986年、松商学園短期大学専任講師、のち、助教授。1999年、甲子園大学現代経営学部助教授、のち准教授。2010年、神戸学院大学経営学部教授。

## 著書

### 単著
- 『ATT労務管理史論―「近代化」の事例分析』ミネルヴァ書房、1991年、358頁。ISBN 978-4623021284。
- 『AT&Tを創った人びと―企業労務のイノベーション』日本経済評論社、1996年、264頁。ISBN 978-4818808997。
- 『電話時代を拓いた女たち―交換手(オペレーター)のアメリカ史』日本経済評論社、1998年、358頁。ISBN 978-4818809963。
- 『労働者文化の胎動―メーデー発祥の地シカゴ-精肉都市の光と陰―』清風堂書店出版部、1999年、358頁。ISBN 978-4883131525。
- 『明治電信電話ものがたり－情報通信社会の≪原風景≫－』日本経済評論社、2001年、326頁。ISBN 978-4818813304。
- 『明治電信電話(テレコム)ものがたり -情報通信社会の《原風景》』日本経済評論社　2001年
- 『通信技手の歩いた近代』日本経済評論社　2004年
- 『ドレスを着た電信士マ・カイリー』朱鳥社、2009年、209頁。ISBN 978-4434132834。
- 『ポケット図解 マックス・ウェーバーの経済史学がよくわかる本』秀和システム、2010年、143頁。ISBN 978-4798025186。
- 『モールス電信士のアメリカ史―IT時代を拓いた技術者たち』日本経済評論社、2011年、264頁。ISBN 978-4818821514。
- 『格差・貧困・無縁がきた道－米ベストセラー『ジャングル』への旅－』朱鳥社、2011年、209頁。ISBN 978-4434155499。
- 『高島嘉右衛門横浜政商の実業史』日本経済評論社 2012年
- 『港都神戸を造った男 -《怪商》関戸由義の生涯』風詠社　2017年
- 『一五〇年前のIT革命：岩倉使節団のニューメディア体験』鳥影社　2018年
- 『佐々木荘助近代物流の先達：飛脚から陸運の政商へ』冨山房インターナショナル、2020年
- 『工樂松右衛門伝ー公益に尽くした七〇年: 近世海事の革新者』冨山房インターナショナル、2022年